# Micheil Mtschedlischwili
Micheil Mtschedlischwili (georgisch მიხეილ მჭედლიშვილი; * 4. Juni 1979) ist ein georgischer Schachmeister.

## Leben
Mtschedlischwili siegte oder belegte vordere Plätze in mehreren Turnieren: 1. Platz bei der 62. Meisterschaft von Georgien in Tiflis (2002), 2. Platz beim Turnier in der Pulvermühle (2005) und 2.–4. Platz bei der 68. Meisterschaft von Georgien in Tiflis (2009),. Seit 2002 trägt er den Großmeister-Titel.

## Nationalmannschaft
Für die georgische Nationalmannschaft spielte Mtschedlischwili bei den Schacholympiaden 2002, 2008, 2010, 2012 und 2014. Außerdem nahm er an der Mannschaftsweltmeisterschaft 2005 und den Mannschaftseuropameisterschaften 1999 (mit der zweiten georgischen Mannschaft), 2001, 2003, 2005, 2009, 2011 und 2013 teil.

## Vereine
In Georgien spielte Mtschedlischwili für die Mannschaften von Tiflis City, mit der er 2003 am European Club Cup teilnahm und I&A Tiflis, mit der er 2005 am European Club Cup teilnahm.
In der deutschen Schachbundesliga spielt er seit 2008 für den SK Turm Emsdetten, in der niederländischen Meesterklasse spielte er von 2005 bis 2007 für den SC Groningen, mit dem er 2007 Meister wurde. Mtschedlischwili spielte auch schon in belgischen (für Royal Namur Echecs), spanischen (2010 bis 2012 für Reverté Albox und 2017 für CAC Beniajan Duochess) und französischen Ligen (für La Tour Sarrazine Antibes).